# ハモ騒動〜The Gospellers Covers〜
『ハモ騒動～The Gospellers Covers～』（ハモそうどう・ザ・ゴスペラーズ・カバーズ）は、2013年9月26日に発売されたゴスペラーズの企画アルバム。販売元はキューンミュージック。

## 概要
初のカバーアルバム。前作『STEP FOR FIVE』から約1年振り、企画アルバムとしては『Love Notes II』から約4年振りである。選曲にあたっては「誰もが知っているような曲をハモリ仕立てでカバーする」「ボーカルグループでなければ歌い継がないであろう曲を今一度残す」という二つの柱をテーマとした。

## 収録曲
1. 猫騒動
  - 作詞：山口隆俊、作曲：ウエストマン
  - オリジナル：コロムビア・アイキー・コルテット (1933年)
2. やさしさに包まれたなら
  - 作詞・作曲: 荒井由実、編曲: ゴスペラーズ
  - オリジナル：荒井由実 (1974年)
3. ロビンソン
  - 作詞・作曲：草野正宗、編曲：ゴスペラーズ・井上一平

44thシングル曲
  - オリジナル：スピッツ (1995年)
4. Heartbeats
  - 作詞：小西康陽、作曲：内海秀和、編曲：江上浩太郎
  - オリジナル：JIVE (1990年)
5. Just The Way You Are
  - 作詞・作曲：Art Levine/Bruno Mars/Khall Waiton/Khari Cain/Phillip Lawrence、

編曲：竹本健一
  - オリジナル：Bruno Mars (2010年)
6. Love Train
  - 作詞・作曲：Kenneth Gamble/Leon Huff、編曲：YANAGIMAN
  - オリジナル：The O'Jays (1972年)
7. 太陽の5人
  - 作詞・作曲：Denny Randell/Sandy Linzer、編曲：UTA

日本語詞：山田ひろし
44thシングル曲
  - オリジナル：Workin' My Way Back To You - The Four Seasons (1966年)
8. 真赤な太陽
  - 作詞：吉岡治、作曲：原信夫、編曲：ゴスペラーズ
  - オリジナル：美空ひばり (1967年)
9. TIME STOP
  - 作詞・作曲：米米CLUB、編曲：金子隆博

米米CLUBおよびBIG HORNS BEEのメンバーが演奏している。
  - オリジナル：米米CLUB (1988年)
10. ROCKIN' & CRYIN' THE BLUES
  - 作詞・作曲：Rudy Toombs、編曲：鷲巣功

アルバム「FIVE KEYS」のシークレットトラックに収録されていたもので、今回ボーカルを録り直した。
  - オリジナル：THE FIVE KEYS (1953年)
11. Someone To Watch Over Me
  - 作詞：Ira Gershwin、作曲：George Garshwin、編曲：笹路正徳

43rdシングルC/W曲
  - オリジナル：Gertrude Lawrence (1926年)
12. Thank You
  - 作詞・作曲：Dallas Austin/Wanya Morris/Sean Stockman/Nate Morris/Michael McCary
  - オリジナル：BOYZ II MEN (1994年)
13. 夢伝説 ゴスペラーズ with スターダスト☆レビュー，トライトーン
  - 作詞：根本要/林紀勝、作曲：根本要、編曲：kitago-yama
  - オリジナル：スターダスト☆レビュー (1984年)

### 初回限定盤DVD
1. ロビンソン Music Video
2. ロビンソン Music Video 〜Making Movie〜
3. 猫騒動 〜ハモ猫たちの生態実録〜